# Machado

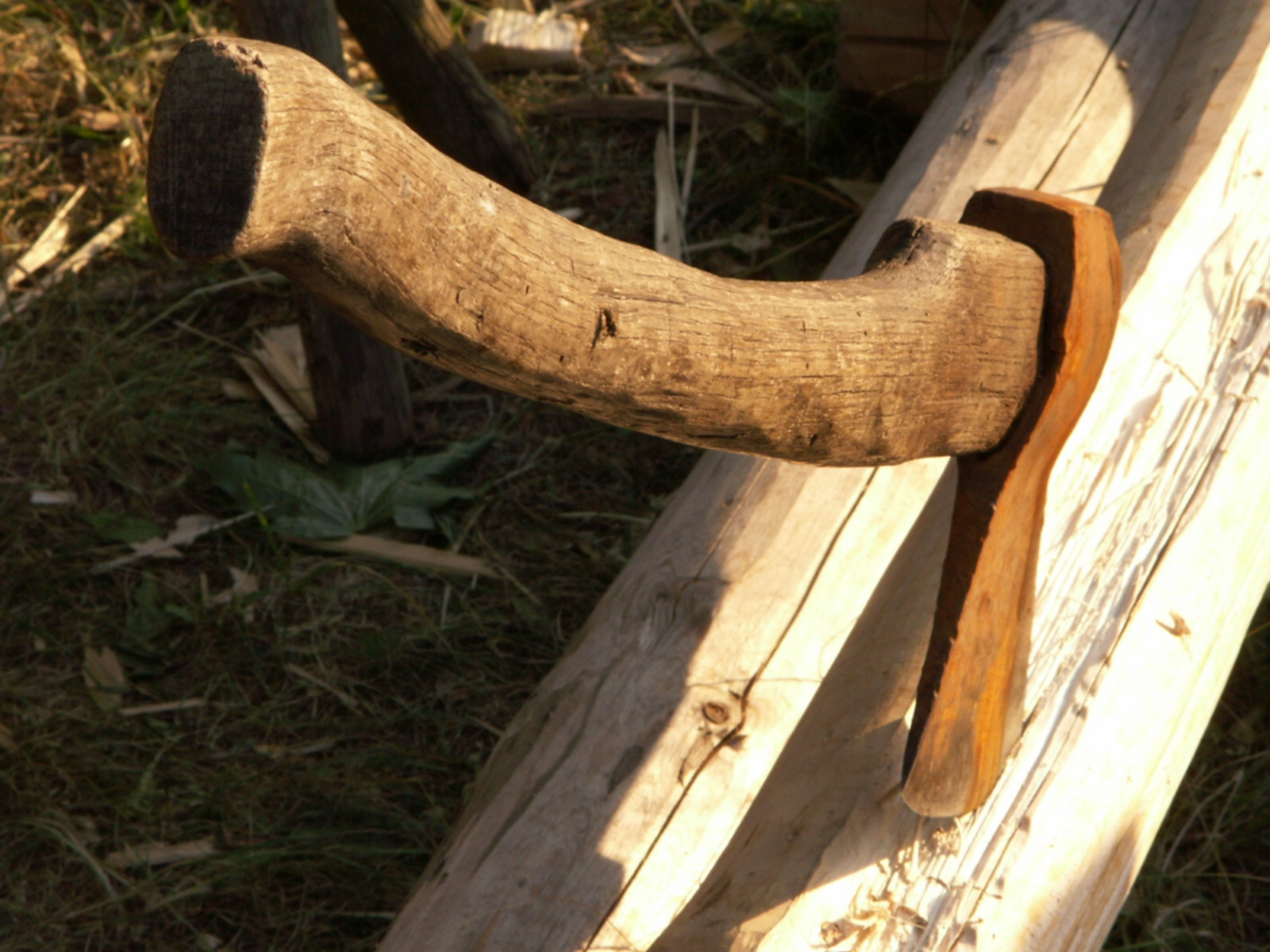
Lâmina de um machado de mão em corte de madeira.

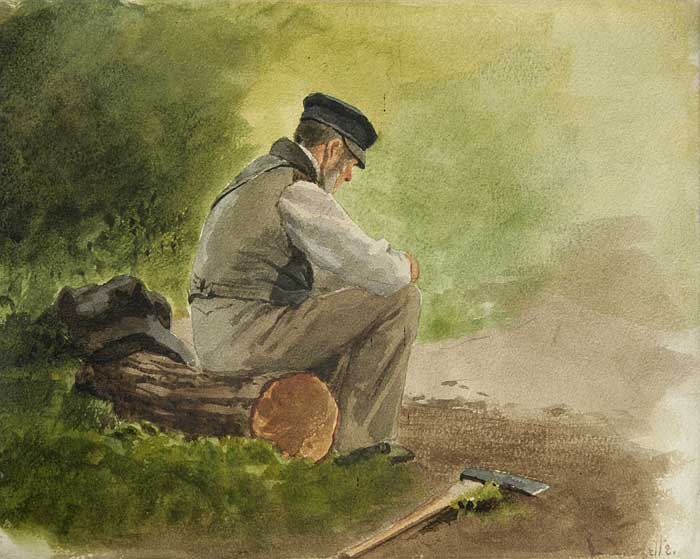
Louis Douzette

Um machado é uma ferramenta de corte, ferramenta essa originária do martelo, sendo um martelo que tem pelo menos uma das extremidades amoladas e própria para o corte, sendo portanto um martelo concebido para o corte e derrubamento de árvores, e outras ações. Tradicionalmente, é construído mediante a fixação de uma cunha perpendicular a um cabo de madeira, podendo o cabo ser de metal, como extensão de seu corpo.
Por ser cunha mesmo mal amolado consegue fender pela transferência de energia. A técnica correta na utilização do machado como ferramenta de corte consiste em golpeá-lo em dois planos alternadamente com 15° entre estes, para que os cavacos possam soltar-se.
Foi utilizado na antiguidade, vide obra de Sun Tzu, a Arte da Guerra, bem como também o seu precedente e originário, o martelo, tanto para corte pelo golpeamento e engenharia de combate, quanto para o combate propriamente dito. No combate, o machado era de difícil manejo, quando grande e dispositivo em máquinas de guerra na forma de arietes catapultas e outras engenharias próprias para abrir brechas nas fortalezas, porém extremamente eficaz na utilização pela infantaria e cavalaria, quando pequenos de até um metro de comprimento, como o martelo, até mesmo para quebrar escudos e carros de guerra, decepar cabeças tanto em combate como pelos executores e/ou carrascos, como o seu precedente o martelo.

## Utilidades
Uma variedade muito grande de lâminas e cabos combinados formam tipos de machados específicos para cada atividade, e por isso foi adaptado para várias funções diferentes:
- Um machado de cabo de comprimento médio com uma lâmina de duas faces sempre foi muito utilizado por lenhadores pela praticidade de uso e pela redução na necessidade de amolá-lo à todo o tempo.
- Um machado de cabo curto com lâmina pequena é adequado para camping pelo seu tamanho compacto, porém a redução no tamanho também implica redução no poder de corte, o que pode gerar dificuldades.
- Um machado de cabo longo com lâmina larga e curva é adequado para decapitações, porém seu peso exagerado o torna inviável para qualquer outra atividade como coleta de madeira, combate ou camping.
- Um machado de cabo longo e curvo com lâmina larga e reta é utilizado desde os tempos antigos para abastar tábuas e descascar troncos.
- Um machado de cabo médio com lâmina estreita é utilizado hoje em dia como ferramenta de salvamento por bombeiros, sua redução no ponto de pressão da cunha é perfeita para atravessar obstáculos como portas e paredes menos espessas. Normalmente sua lâmina se localiza no extremo fim do cabo, não permitindo que o mesmo sobre acima da cabeça do machado, isso facilita seu manuseio em lugares reduzidos e permite golpear, de forma reta, alvos horizontais à frente do utilizador.
- Um machado de cabo médio com lâmina estreita e levemente curvada para baixo foi muito utilizado em batalha por bárbaros, a cunha reduzida possuía a mesma função do machado de bombeiro atravessando escudos e armaduras, porém a inclinação a torna uma ferramenta ineficiente na derruba de árvores.[2]

Ao longo dos anos, o machado foi sendo adaptado com apêndices como ponteiras, para ceder pedras, cimento e outros objetos quebradiços, e ganchos para derrubar cavaleiros montados em batalhas. Essas adaptações foram cruciais para a sua versatilidade, o que garantiu sua sobrevivência ao longo dos milênios.